# Moszczany
Moszczany – osada w Polsce położona w województwie podkarpackim, w powiecie jarosławskim, w gminie Radymno.
W latach 1945–1954 roku istniała gmina Młyny. W latach 1975–1998 miejscowość położona była w województwie przemyskim.